# Deutsche Handballmeisterschaft (Frauen) 1963
Die sechste deutsche Meisterschaft im Hallenhandball der Frauen wurde am 9. und 10. März 1963 in der Wintersporthalle in Frankfurt am Main ausgetragen. Die Meister der Regionalverbände Süd, West, Nord und Berlin sowie zwei Vertreter des veranstaltenden Regionalverbands Südwest  hatten sich für die Endrunde qualifiziert. Die sechs Mannschaften spielten zunächst in zwei Gruppen. Die jeweils zwei Bestplatzierten zogen in das Halbfinale ein, die beiden Gruppenletzten bestritten das Spiel um Platz fünf. Deutscher Meister wurde zum dritten Mal der Hamburger Verein Eimsbütteler TV.

## Spielergebnisse

### Spiel um Platz 5
- Freiburger FC – TSG Kaiserslautern 8:4 (4:2)

### Halbfinale
- Eimsbütteler TV – TV Vorwärts Frankfurt 4:1 (1:0)
- Bayer Leverkusen – SSC Südwest Berlin 6:1 (2:0)

### Spiel um Platz 3
- SSC Südwest Berlin – TV Vorwärts Frankfurt 3:2 n.2V. (1:1, 2:2, 2:2)

### Finale
- Eimsbütteler TV – Bayer Leverkusen 7:4 n. V. (1:2, 4:4)